# Zaretis syene
Zaretis syene är en fjärilsart som beskrevs av William Chapman Hewitson 1856. Zaretis syene ingår i släktet Zaretis och familjen praktfjärilar. Inga underarter finns listade i Catalogue of Life.

## Bildgalleri

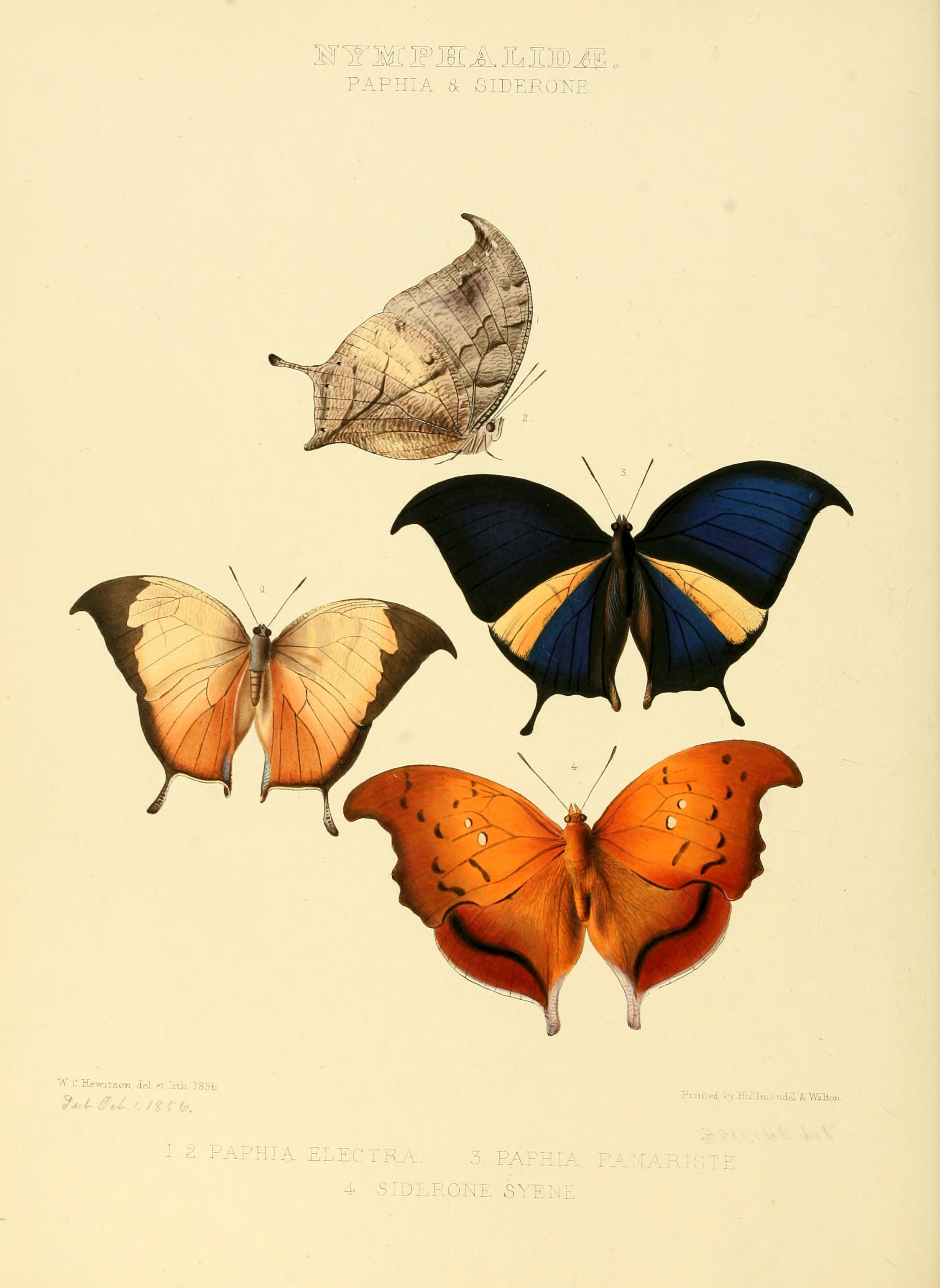